# 黒田長久
黒田 長久（くろだ ながひさ、1916年11月23日 - 2009年2月26日）は、日本の鳥類学者・軍人・外務官僚。
侯爵で鳥類学者だった黒田長礼（黑田長禮）の長男。母は閑院宮載仁親王二女・茂子女王。妻は海軍中将の醍醐忠重侯爵の娘・和子。黒田家19代当主である。明仁上皇ははとこに当たる。同じ鳥類学者である山階芳麿は義理の従兄弟でもある。父と同じく日本鳥学会会長を務めた。

## 生涯
幼時より父に鳥への関心を育まれる。学習院高等科を経て、1937年、東京帝国大学理学部動物学科に入学し、鎌田武雄教授に師事する。卒業後は外務省に入るが半年で徴兵され、5年間を近衛師団で過ごし陸軍中尉となった。軍隊では伝書鳩を扱う鳩班長を務めていたという。1946年11月、GHQ水産局野生生物課長として日本に赴任した鳥類学者オリバー・ルーサー・オースティン・ジュニア（en:Oliver L. Austin）と出会い、1947年から2年半、オースティンのもとで技術顧問・通訳・翻訳者として勤務した。
1951年、米軍第406医学総合研究所の鳥学課に転じ、鳥類学者マックルールのもとで、渡り鳥の持つ日本脳炎ウイルスの抗体調査をおこなう。1952年、山階鳥類研究所に入所。のち所長となる。1953年、「主として骨骼と習性分化に基く管鼻目鳥類の分類と分化」で北海道大学より理学博士を授与される。
1965年4月から1967年3月まで、日本哺乳動物学会理事。
横浜国立大学、広島大学、名古屋大学、北海道大学などで非常勤講師を務めた。1974年以降、身内に病気などの不幸が相次いだため、5年間休職し、看病などにあたる。
1980年、山階鳥類研究所に復帰。酵素を用いた鳥の遺伝学的系統分類をおこなう。1995年同研究所から山階芳麿賞を受賞。2002年に山階鳥類研究所を退職。以後、山階鳥類研究所名誉所長。また1990年から2004年まで日本野鳥の会会長を務めた。我孫子市鳥の博物館館長も務めた。他にも、父長礼の後を継いで1978年から旧福岡・秋月藩領内の子弟の奨学団体黒田奨学会の総裁を務めている。
2009年2月26日午後4時20分、急性腎不全のため死去、享年92。墓所は青山霊園(1イ4-13～17)。
次男の長高（1952年生）が福岡藩黒田家第16代当主を継いだ。一女あり。如水興産株式会社代表取締役社長、公益財団法人黒田奨学会総裁。

## 著書
- 『鳥の世界』あかね書房 少年少女最新科学全集 1959年
- 『カラー歳時記鳥』保育社カラーブックス 1967年
- 『鳥類の研究 生態』新思潮社 1967年
- 『動物地理学 脊椎動物、とくに鳥類を中心として 生態学講座』共立出版 1972年
- 『雁鴨類鷸千鳥類 その後』出版科学総合研究所 1981年
- 『鳥類生態学』出版科学総合研究所 1982年
- 『愛鳥譜』世界文化社 2002年
- 『鳥の詩 黒田長久・鳥画集』黒田奨学会 2002年
- 『塒に集う ムクドリとカラスの世界』黒田奨学会 2004年
- 『鳥の歌図鑑 ファーブルの心で鳥を歌う』作詞・作曲・挿絵 團伊玖磨監修 黒田奨学会 2009年
- 黒田長久 (1990), The jungle crows of Tokyo : observations mainly a particular breeding pair, Yamahisa Institute for Ornithology

### 共著
- 『鳥類の図鑑』高島春雄共著 小学館の学習図鑑シリーズ 1956年

- Austin, Oliver Luther; 黒田長久, The birds of Japan : their status and distribution, Museum of Comparative Zoology	1953	Bulletin of the Museum of Comparative Zoölogy, at Harvard College	v. 109, no. 4

### 翻訳
- オットー・フォン・フリッシュ『動物の移動』フレーベル館 1971年 インターナショナル・ライブラリー
- Gillian M.King & David R.N.Custance 編集『図解脊椎動物の解剖』本間義治共監訳 西村書店 1983 生物学カラーアトラスシリーズ

## 論文
- 国立情報学研究所収録論文 国立情報学研究所
- 黒田長久 (1963). Adaptive parental feeding as a factor influencing the reproductive rate in the grey starling. Researches on Population Ecology, 5(1), 1-10.
- 黒田長久 (1964). Comparative analysis of breeding rates of rural and urban grey starling colonies in tokyo area: The second report (part 2). Researches on Population Ecology, 6(1), 1-12.

## 系譜
- 父：黒田長礼 - 鳥類学者、政治家、侯爵
- 母：茂子 - 閑院宮載仁親王二女・茂子女王
- 祖父：黒田長成 - 貴族院副議長、枢密顧問官、議定官、侯爵
- 祖父：閑院宮載仁親王 - 皇族、元帥陸軍大将
- 祖母：清子 - 公爵、薩摩藩主島津忠義・長女
- 祖母：智恵子 - 閑院宮載仁親王妃智恵子、三条実美太政大臣・次女
- 長男:黒田長明
- 次男:黒田長高